# Anna Vania Mello
Anna Vania Mello (ur. 27 lutego 1979 roku w Copertino) – włoska siatkarka, była reprezentantka kraju. Grała na pozycji środkowej bloku. W 2002 roku zdobyła złoty medal na Mistrzostwach Świata, rozgrywanych w Niemczech.

## Kluby
- 1994–1995  Andra Lingèrie Trani
- 1997–2000  Parmalat Matera
- 2000–2002  Foppapedretti Bergamo
- 2002–2003  Spar Teneryfa Marichal
- 2003–2004  Asystel Novara
- 2007–2008  Asystel Novara
- 2008–2009  MC-PietroCarnaghi Villa Cortese

## Sukcesy
- 2008 – Brązowy medal Ligi Mistrzyń
- 2002, 2004 – Mistrzostwo Włoch
- 2003 – Wicemistrzostwo Hiszpanii
- 2002 – Superpuchar Włoch
- 2002 – Mistrzostwo świata
- 2001 – Wicemistrzostwo Europy